# Frank Frantz

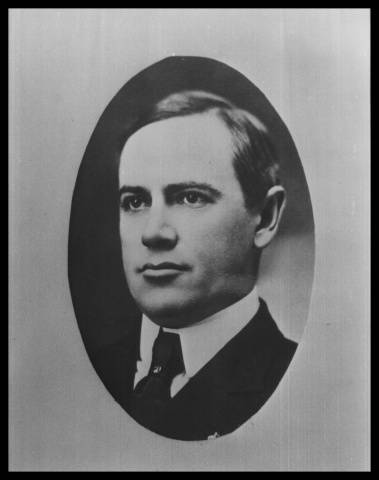
Frank Frantz

Frank Frantz (* 7. Mai 1872 bei Roanoke, Woodford County, Illinois; † 8. März 1941 in Muskogee, Oklahoma) war der letzte Gouverneur des Oklahoma-Territoriums vor der Aufnahme Oklahomas als Bundesstaat in die Vereinigten Staaten.

## Leben
Frank Frantz wurde in Illinois geboren und wuchs dort in Roanoke auf. Er siedelte
sich während des „Oklahoma Land Run“ von 1893 in Medford an, innerhalb eines ehemaligen Schutzgebietes der Cherokeeindianer („Cherokee Outlet)“.
Während des Spanisch-Amerikanischen Kriegs kämpfte er in der Einheit (1. Freiwilligen-Kavallerieregiment, „The Rough Riders“) des damaligen Oberst und späteren US-Präsidenten Theodore Roosevelt und nahm an den Schlachten von San Juan Hill und Santiago teil. Während seines Dienstes in der Armee entwickelte sich eine Freundschaft mit seinem Vorgesetzten Roosevelt, die ihm zu seiner späteren politischen Karriere verhalf. Er war häufig Gast im Weißen Haus und 1902 ernannte Roosevelt ihn zum Postmeister von Enid (Oklahoma). 1904 wurde er von Roosevelt als Verhandlungsführer mit den Osage-Indianern eingesetzt.
Am 5. Januar 1906 wurde Frantz der letzte Gouverneur des Oklahoma-Territoriums. Nach dem Beitritt Oklahomas am 16. November 1907 als Bundesstaat der Vereinigten Staaten kandidierte Frantz als Mitglied der Republikanischen Partei für das Amt des Gouverneurs, unterlag jedoch bei der Wahl dem Demokraten Charles N. Haskell.
Nach seiner Wahlniederlage zog er nach Colorado und arbeitete dort in der Ölindustrie. 1915 kehrte er als Chef der Abteilung Oklahoma des Ölunternehmens Cosden nach Oklahoma zurück. 1932 versuchte er bei den Wahlen zum Kongress von Oklahoma noch einmal in die Politik einzusteigen, er wurde jedoch wiederum nicht gewählt.
Frantz starb am 8. März 1941 im Alter von 78 Jahren in Muskogee und wurde in Tulsa beerdigt.

## Politisches Wirken
Frantz war wesentlich am Aufbau eines funktionierenden Schulwesens in Oklahoma beteiligt. Als er herausfand, dass Ölunternehmen nicht genehmigte Bohrungen auf Grundstücken durchführten, die für Schulen und öffentliche Gebäude reserviert waren, schuf er als Gouverneur eine Behörde, die für die Kontrolle der Ölunternehmen verantwortlich war. Weiterhin sicherte er die Rechte des Staates an den Ölvorkommen. 
Über die Sicherung der staatlichen Gebiete hinaus, erwarb er für den Staat Oklahoma praktisch sämtliche unbesiedelten Gebiete („No Man's Land“), die später wieder an Farmer verpachtet wurden und so dem Staat Oklahoma Einnahmen in  Millionenhöhe bescherten.